# Центр развития СМИ

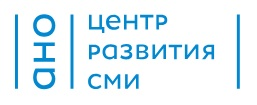

АНО «Центр развития СМИ» работает с мая 2015 года, занимается социальными и образовательными проектами в области СМИ и массовых коммуникаций; ведет обучение журналистов и сотрудников пресс-служб; реализует проекты с Фондом президентских грантов, Институтом развития интернета, Союзом журналистов России и другими организациями.
Среди членов команды — победители и лауреаты профессиональных журналистских конкурсов, таких как «Серебряный лучник», конкурсов ТПП РФ, федеральных и региональных органов власти и других не менее значимых конкурсов и премий. Специалистов «Центр развития СМИ» приглашают выступить в качестве экспертов по различным актуальным темам в телевизионных и радиопрограммах, на страницах федеральных и региональных СМИ.
В 2025 г. Генеральный директор АНО «Центр развития СМИ» Владимир Денисов стал лауреатом конкурса «Золотое перо России» в номинации «Медиаменеджер года».

## История
АНО «Центр развития СМИ» зарегистрировано 8 мая 2015 г. Между ним и ООО «ЕвроМедиа» подписано соглашение о безвозмездном сотрудничестве и совместной деятельности от 01.06.2015 года.
Наиболее значимые для общественности мероприятия АНО начало проводить в 2020-х годах. В частности, в 2021 г. реализован проект «Социально ориентированные НКО И СМИ. Объединяем усилия». По итогам проекта издан и направлен во все регионы РФ «Сборник успешных практик социально ориентированных НКО Ростовской области».
Также в 2021 г. совместно с АНО «Институт развития Интернета» реализован проект «Танец как способ коммуникации между инклюзивными членами общества». В социальных сетях проект получил охват более 1 млн человек, а среди аудитории ядром являлись россияне от 14 до 30 лет. Короткометражный фильм проекта занял первое место на Международном фестивале социальной рекламы и коммуникаций LIME-2022.
В рамках еще одного проекта 2021 г. «Донское наследие» рассказаны истории 14 человек, которые вносят весомый вклад в улучшение жизни, продвигают прогрессивные идеи, создают условия для развития региона. Проект с его увлекательными историями неординарных людей получил широкий охват в социальных сетях, набрав больше 1 млн просмотров.

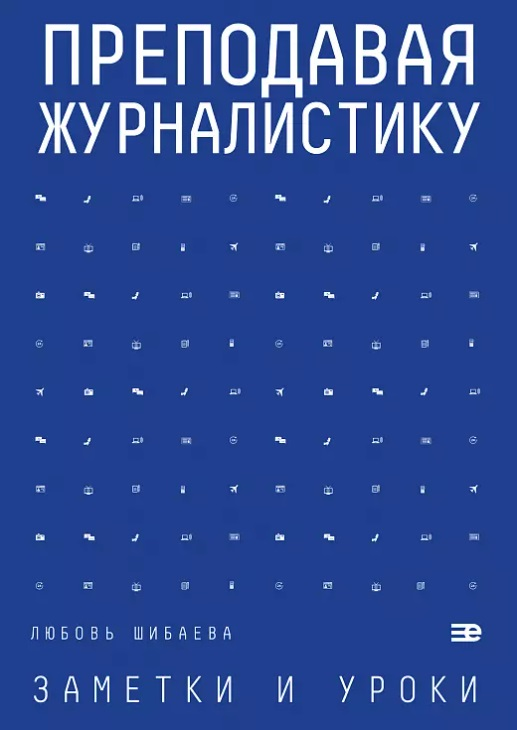

Проект «Экологическое просвещение» был посвящен созданию тенденции на правильную утилизацию отходов I и II классов среди населения. В рамках проекта создан 21 текстовый материал и записано 10 видео, которые размещены на мировых видеохостингах. Общий охват по просмотрам — более 1,6 млн.
Проект «Тимуровцы XXI века» вошел в шорт-лист премии «Серебряный Лучник — Юг», проект «ДНК Юга» также вошел в шорт-лист премии «Серебряный Лучник- Юг».
В феврале 2022 г. вышла из печати книга Любови Шибаевой «Преподавая журналистику: заметки и уроки» (всего за этот год при поддержке АНО «Центр развития СМИ» выпущено 6 книг, включая «Из России с любовью», «Реальный PR без бюджета в России», «ДНК Юга» и др.).

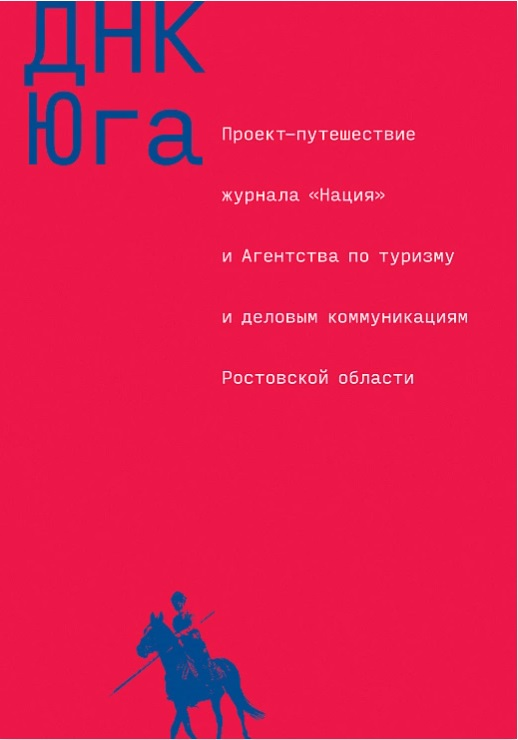

Проект ООО «ЕвроМедиа» «Из России с любовью» (первый сезон), который реализуется совместно с АНО и журналом «Нация», получил грантовую поддержку Президентского фонда культурных инициатив (ПФКИ). Он посвящен историям жизни иностранцев, которые переехали из различных стран на постоянное жительство в Россию и обрели здесь новую Родину. В 2023-25 годах второй, третий и четвертый сезоны проекта также стали победителями конкурсов ПФКИ.
Третий сезон проекта также вышел в финал Национальной премии «Серебряный лучник».
Запуск проекта «инициатиВЫ!» — то, что вы хотели знать о формировании комфортной городской среды, но не знали, у кого спросить. Проект в социальных сетях получил охват более, чем 4,6 млн человек, что превысило плановые показатели. Проект реализован при поддержке АНО «ИРИ».
В 2022 году при участии АНО выпущено 130 подкастов, которые набрали более 25 000 прослушиваний на всех площадках. Также запущен новый сайт АНО.
Крупнейшие проекты АНО 2023 г. — «Донбасс казачий», реализован за счет средств гранта губернатора Ростовской области, «Гамзатов: голос гор — сердце России», создан при поддержке АНО «ИРИ», охват в сети Интернет составил более 2,5 млн человек, «Южное окно в Европу», оцененный экспертами фонда «История Отечества» Российского исторического общества. В том же году при участии АНО снят короткометражный фильм «Тренер», получивший награду на Всероссийском кинофестивале «Белая Птица — 2024», ставший лучшим фильмом на международном кинофестивале «Крылатый Барс» и признанный победителем третьей национальной премии интернет-контента Института развития интернета в категории «Короткометражный фильм».

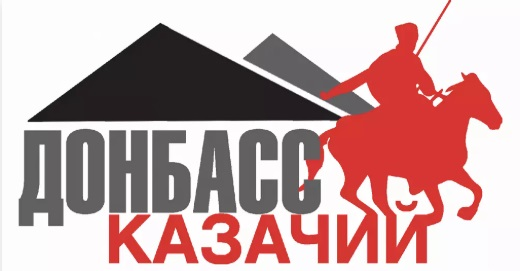

Также в 2023 году реализованы мультимедийные проекты «Гражданин Ростова-на-Дону» и «Гражданин Таганрога». При поддержке Минстроя России выпущена книга о развитии строительного комплекса страны «Дом, который построили мы». Книги «Гражданин Ростова-на-Дону» и «Реальный PR без бюджета в России», изданные при поддержке АНО, вошли в шорт-лист премии «Серебряный Лучник-Юг».
В проекте «Гражданин Ростова-на-Дону» представлены биографические очерки о таких, в частности, известных людях, как градоначальник Андрей Байков, актер Александр Кайдановский, футболист Виктор Понедельник, джазовый пианист и дирижер Ким Назаретов, лейтенант Алексей Берест, организатор российского кинопроизводства Александр Ханжонков, глазной микрохирург Святослав Федоров, психоаналитик Сабина Шпильрейн и многие другие, чья судьба тесно переплелась с южной столицей.

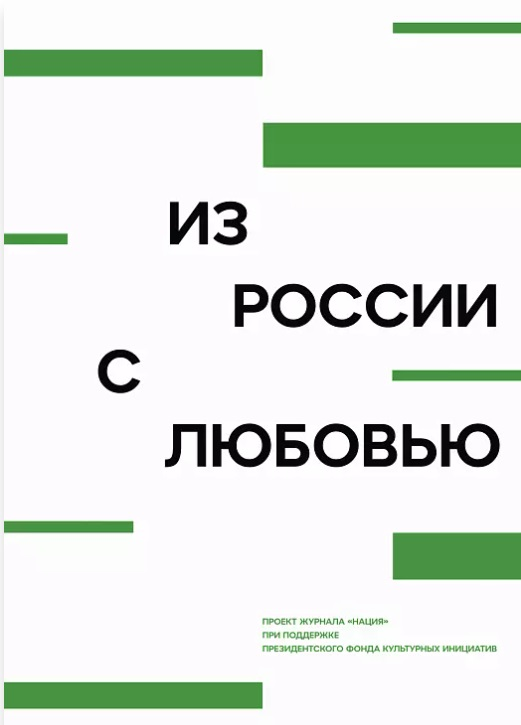

В аналогичном проекте «Гражданин Таганрога» представлены очерки о судьбах драматурга Антона Чехова, актрисы Фаины Раневской, императоров Петра Великого и Александра I, писателя Константина Паустовского и др.
Документальный фильм «Казачье поле Донбасса», снятый командой АНО стал победителем 25-го казанского кинофестиваля «Зилант-2024» в номинации «Лучший патриотический документальный фильм», также стал финалистом международного кинофестиваля «Крылатый Барс» в номинации «Документальный фильм».
В 2024 г. при непосредственном участии АНО завершается проект «Крым: мост цивилизаций», поддержанный Президентским фондом культурных инициатив и посвящённый 10-летию возвращения полуострова Крым в родную гавань. В рамках проекта снят документальный фильм «Мост цивилизаций».
Проект «Поэт поколений: Лермонтов», вышедший в 2024 г., вобрал 20 подкастов, 5 видеолекций и 10 клипов, серию офлайн- и онлайн-конференций, объединивших педагогов, музейных работников и литературных блогеров. Совместно с АНО «Культура» и фестивалем «Ничего страшного» созданы пять уличных рисунков в центре Ростова-на-Дону, посвященных поэту. Совокупный охват проекта превысил 3,1 миллиона человек, что свидетельствует о реальном интересе молодежи к переосмысленной классике.

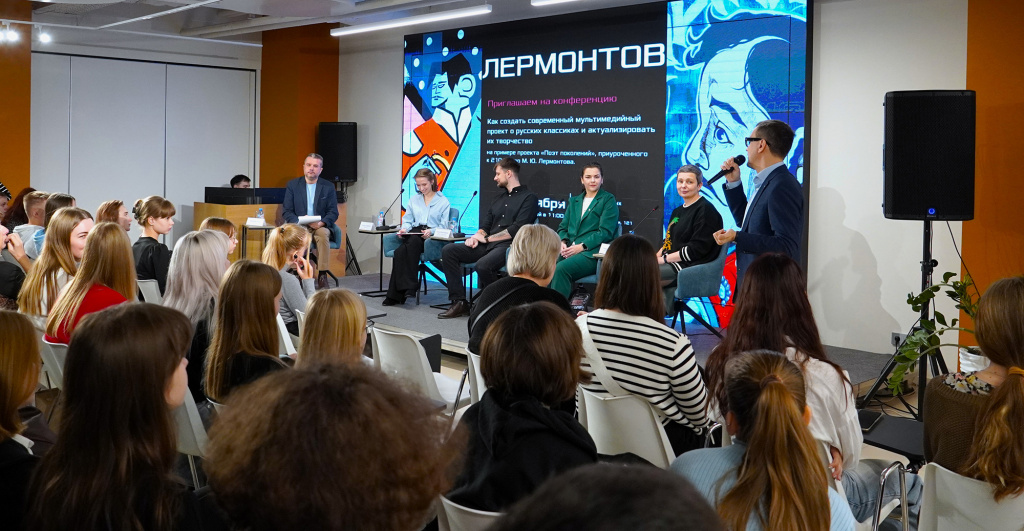

Второй сезон проекта «Поэт поколений: Мандельштам» приурочен к 135-летию Осипа Мандельштама. Через биографию поэта и его ближайший круг — друзей, коллег, современников — молодая аудитория знакомится со всем многообразием Серебряного века — уникального периода художественных поисков, чьи имена и тексты едва затрагиваются в школьной программе.
В 2025 г. при поддержке ПФКИ реализован проект «Найти Чехова». За 3 месяца подготовлены и опубликованы 15 лонгридов и 15 подкастов, 2 видеокаста; театр «Собеседник» поставил спектакль по оригинальному сценарию. Общий охват целевой аудитории проекта (молодежь от 14 до 35 лет) составил больше 2,5 миллиона человек.

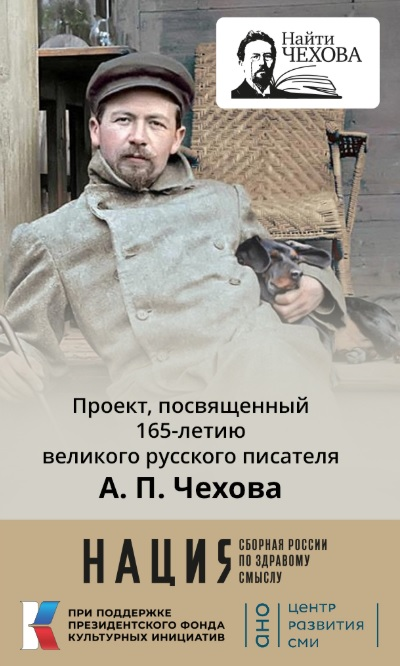

В 2025 г. при поддержке АНО вышел в свет первый номер «Российско-китайского альманаха».
В июне 2025 г. АНО «Центр развития СМИ» победила в конкурсе грантов губернатора Ростовской области и будет реализовывать новый мультимедийный проект «Донские труженицы: от Великой Отечественной до наших дней».
Ежегодно специалисты АНО и ООО «ЕвроМедиа» продолжают профессиональную подготовку студентов ЮФУ и РГЭУ (РИНХ) по различным медийным специальностям.
При содействии АНО проходят заседания Союза журналистов России.
4 июля 2025 г. на площадке «ЕвроМедиа» собрались выпускники разных лет «Мастерской новых медиа» из Ростовской области.
Центр развития СМИ сотрудничает с фондами президентских грантов и «История Отечества», банком «Центр-инвест», Союзом журналистов России, Ассоциацией выпускников президентских программ, Институтом развития интернета, Южным федеральным и Донским государственным техническим университетами, компанией «New Film Production».

## Руководство
Денисов Владимир Владимирович — генеральный директор. Ленько Алла Геннадьевна — обозреватель, Лещенко Светлана Викторовна — специалист по связям с общественностью.

## Издания
При поддержке АНО «Центр развития СМИ» ООО «ЕвроМедиа» выпускает 10 разноплановых журналов: «Вестник экономики ЕАЭС», Отраслевой журнал «Вестник», «Вестник агропромышленного комплекса», «Журнал. Здравоохранение России», «Журнал. Российское образование», «Вестник Поволжье», «Социальная защита в России», «Вестник. Северный Кавказ», «Вестник Северо-Запада», «Нация. Есть повод гордиться Россией».